# Deborah Fisher Wharton
Deborah Fisher Wharton (1795 – 1888) fue una estadounidense, ministra cuáquera, sufragista, activista social y luchadora por los derechos de las mujeres. 
Ella fue una parte del un grupo pequeño de dedicadas cuáqueras, quienes fundaron la  Universidad Swarthmore. Fue contemporánea y amiga de Lucretia Mott y compartía muchos de sus intereses pero no militaba activamente la causa de los derechos de las mujeres, sino que proponía una espiritualidad liberal Quaker.

## Infancia y juventud
Deborah Fisher nació en una familia Quaker rica de Filadelfia. Su abuelo era Joshua Fisher, quién estuvo implicado en comercio transatlántico y empezó la primera línea de barcos que llevaba bienes regularmente entre Filadelfia y Londres. Su padre era Samuel Fisher, quién heredó el gran negocio mercantil y de navíos en el centro de Filadelfia.  Su madre era Hannah Rodman, que venía de una familia Quaker de Newport también asociada con los navíos. Ella era una descendiente  de Thomas Cornell.
Fisher creció en el centro de Filadelfia. Su barrio era concurrido y rico, ella recuerda ver a sus vecinos famosos (incluyendo a George Washington) pasear a lo largo de la calle. La familia disfrutaba de la naturaleza y a menudo viajaba a su propiedad en el campo llamada "Los Acantilados" varias millas al norte de Filadelfia por el río Schuylkill.

## Matrimonio
Como mujer joven Fisher estaba interesada en la causa de educación e igualdad de las mujeres. Se casó con William Wharton en 1817 y juntos  persiguieron su interés en la espiritualidad y simplicidad Quaker, deviniendo parte del movimiento más modesto de los cuáqueros, el Hicksite. El movimiento Hicksite favorecía la simplicidad y honestidad en sus vidas diarias, contrastando con los más "cosmopolitas" urbanos (ortodoxos) Quakers. En ese sentido Fisher y Wharton destacaban porque eran ricos y urbanos, pero eran nostálgicos sobre la vida del campo.

## Causas religiosas y sociales
Deborah y William estuvieron envueltos en las reuniones Quaker que incluyen muchos comités. Deborah era reconocida por sus reuniones en Noveno y Spruce como ministra. Estaba envuelta en muchas causas, incluyendo ayudar a los indígenas de Estados Unidos del estado de Nueva York, el movimiento en contra de la esclavitud, y la  educación de los niños. Defendió los derechos de los indígenas en Washington D. C., y visitó sus reservas. Deborah y William peticionaron con éxito a la ciudad de Filadelfia que proporcione educación gratuita a los negros. William se volvió uno de los primeros directores de las escuelas públicas de Filadelfia y trabajó en ese rol veinte años.

## Educación y la universidad Swarthmore
Como muchas otras mujeres de su tiempo, Deborah Fisher Wharton fue mantenida cautiva dentro su casa por sus deberes como ama de casa de un hogar grande y madre de diez niños. Pero como la mayoría de mujeres cuáqueres contemporáneas, estaba particularmente interesada en la educación. Deborah, junto con
un grupo pequeño de otras Hicksite Quakers de Nueva York, Filadelfia, y Baltimore fue una fundadora de Swarthmore Universidad, una de las  primeras universidades mixtas en el país, y sirvió en el primer consejo de administradores.

## Obras seleccionadas
- (1837) An epistle from the Yearly Meeting of Women Friends, held in Philadelphia, by adjournments, from the tenth to the fifteenth of the Fourth Month, inclusive, 1837 : to the Quarterly, Monthly, and Preparative Meetings, within its limits
- (1838) An epistle from the Yearly Meeting of Women Friends, held in Philadelphia, by adjournments from the ninth to the fourteenth of the Fourth Month inclusive, 1838 : to the Quarterly, Monthly, and Preparative Meetings, within its limits
- (1840) Extracts from the minutes of the Yearly Meeting of Women Friends, held in Philadelphia, by adjournments, from the eleventh of the fifth month, to the fifteenth of the same, inclusive, 1840